# سون اوکس (تگزاس)
سون اوکس، تگزاس (به انگلیسی: Seven Oaks, Texas) یک شهر در ایالات متحده آمریکا با جمعیت ۱۳۱ نفر است که در تگزاس واقع شده‌است.

## موقعیت جغرافیایی
موقعیت جغرافیایی شهرها و مناطق اطراف به شرح زیر است: